# William A. Wellman
William Augustus Wellman (Brookline, 29 de fevereiro de 1896 – Los Angeles, 9 de dezembro de 1975) foi um diretor de cinema estadunidense, notabilizado por ter dirigido a primeira produção a receber o Oscar de "Melhor Filme": Wings (br.: Asas), de 1927. Além de diretor, foi produtor e consultor em uma carreira de mais de 80 filmes. Seu trabalho se concentrava em gêneros cinematográficos populares tais como filmes policiais, aventuras e ação, com muitos deles com temas ligados a aviação, uma paixão pessoal.

## Biografia

### Primeiros anos
William Wellman nasceu em Brookline, Massachusetts. O pai de William, Arthur Gouverneur Wellman, era de Boston (Nova Inglaterra) e descendia de irlandeses. Um dos tataravós de William teria sido Francis Lewis de Nova Iorque, um dos que assinaram a Declaração da Independência americana. Sua mãe era uma imigrante irlandesa chamada Cecilia McCarthy.
Wellman foi expulso da Escola Secundária de Newton, em Massachusetts, depois de uma brincadeira de mau gosto que envolveu o diretor. Wellman trabalhou como vendedor e outros serviços, época que conheceu o ator Douglas Fairbanks, que lhe sugeriu tentar a carreira de ator por causa de sua boa aparência.

### Primeira Guerra Mundial
William se alistou na guerra e serviu como motorista de ambulância (Grupamento de Ambulâncias Norton-Harjes). Em Paris, Wellman se juntou a Legião Estrangeira Francesa e em 3 de dezembro de 1917 foi registrado como piloto combatente. Ele se autodenominava "Wild Bill" e foi condecorado com a Cruz de Guerra. A esquadrilha de William, apelidada de les Chats Noir (Grupo do Gato Preto) ficou aquartelada em Lunéville na região da Alsácia-Lorena. Era equipada com aviões Nieuport 17 e depois Nieuport 24. Wellman participou de combates aéreos e derrubou inimigos até ser atingido. Wellman sobreviveu ao desastre, embora ficasse com dificuldades para andar.
Após a assinatura do armistício, William retornou aos Estados Unidos, onde escreveu um livro sobre suas experiências (com a ajuda de um "ghostwriter"). Ele então entrou para o Serviço Aéreo Militar Americano. Estacionado no Campo Rockwell, em San Diego na Califórnia,  ensinou táticas de combate para os novos pilotos.

### Carreira no cinema
Enquanto servia em San Diego, William teria voado para Hollywood para um fim-de-semana em seu SPAD, usando o campo de polo de Fairbanks em Bel Air como pista de aterrissagem. Fairbanks teria ficado fascinado com as aventuras do jovem "Wild Bill" e prometeu a ele trabalho na indústria cinematográfica. William assim apareceria em The Knickerbocker Buckaroo (1919). William depois seria escolhido para interpretar um jovem oficial em Evangeline de  (1919), mas foi despedido por cortejar a esposa do diretor Raoul Walsh.

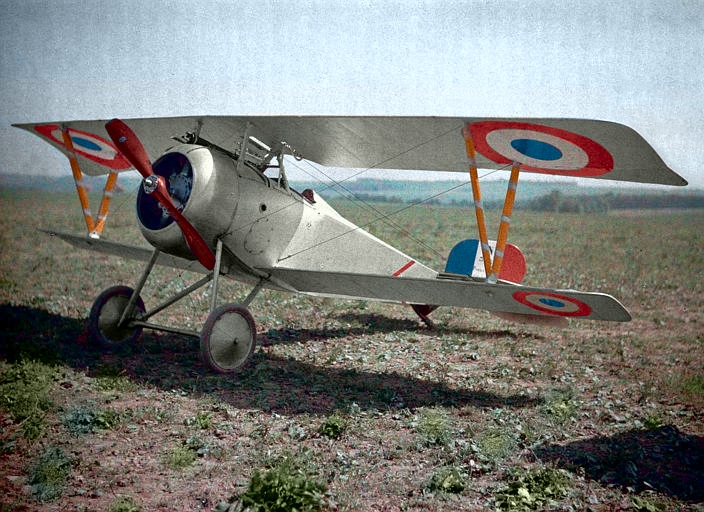
Foto de um Nieuport.

William não gostava mesmo de atuar pois queria se tornar diretor. Ele começou a trabalhar atrás das câmaras, iniciando como mensageiro, depois assistente de edição, assistente de direção, diretor de segunda unidade e diretor." Seu primeiro trabalho como assistente de diretor foi para Bernie Durning, de quem se tornaria amigo e que o influenciaria em seus próprios filmes.
William Wellman começou a carreira de diretor em 1920, com a produção da Fox The Twins of Suffering Creek, mas não recebeu créditos. Isso aconteceria em The Man Who Won e Second Hand Love, lançados no mesmo dia de 1923. Depois de dirigir cerca de uma dúzia de produções de baixo orçamento William foi contratado pela Paramount em 1927 para dirigir Wings, um grande drama de guerra que mostraria sequências de combates aéreos da I Guerra Mundial. O ponto culminante do filme foi a épica Batalha de Saint-Mihiel. Foi a primeira produção a vencer o Oscar de melhor filme.
Outros trabalhos notáveis de William Wellman foram The Public Enemy (1931), a primeira versão de A Star Is Born (1937), Nothing Sacred (1937), a versão de 1939 de Beau Geste com Gary Cooper, The Ox-Bow Incident (1943), Lady of Burlesque (1943), The Story of G.I. Joe (1945), Battleground (1949) e dois filmes estrelados e co-produzidos por John Wayne, Island in the Sky (1953) e The High and the Mighty (1954).
William Wellman também produziu filmes. Seu último trabalho como diretor foi Lafayette Escadrille (1958), o qual produziu, dirigiu, escreveu e narrou a história. Ele foi o autor da história de A Star Is Born, em que foi premiado com o Oscar de Melhor História Original e recebeu os créditos nas versões posteriores: A de 1954 e a de 1976.
Sete diferentes atores de seus filmes foram indicados ao Oscar: Fredric March e Janet Gaynor (A Star Is Born), Brian Donlevy (Beau Geste), Robert Mitchum (The Story of G.I. Joe), James Whitmore (Battleground) e Jan Sterling e Claire Trevor (The High and Mighty).
Wellman ganharia um Oscar pelo roteiro de A Star Is Born.  Além disso, ele foi indicado ao prêmio como melhor diretor por três vezes: A Star Is Born, Battleground e The High and Mighty, pelo qual ele também foi indicado pelo Directors Guild of America. Em 1973 essa entidade o homenagearia com um Prêmio Especial. Wellman também possui uma estrela na Calçada da Fama (6125 no Hollywood Blvd).
Alguns cineastas abordaram a carreira de Wellman. Richard Schickel dedicou-lhe um episódio da série da PBS The Men Who Made the Movies para Wellman em 1973, e em 1996, Todd Robinson fez o documentário Wild Bill: Hollywood Maverick.

## Família
Wellman casou-se por quatro vezes:
- Helene Chadwick: 1918 - 1923 - divorciados
- Margery Chapin: 1925 - 1926; juntos por um curto período
- Marjorie Crawford: 1931 - 1933 - divorciados
- Dorothy Coonan: (20 de março de 1934 - 1975); ficaram juntos até a morte dele. Tiveram sete filhos.

Dorothy estrelou o filme de Wellman de 1933 Wild Boys of the Road. Dentre seus sete filhos com Wellman estão os atores Michael Wellman, William Wellman Jr., Maggie Wellman, Gloria Wellman e Cissy Wellman. Sua filha Kathleen "Kitty" Wellman se casou com o ator James Franciscus, de quem se divorciaria tempos depois;
William Jr. escreveu um livro sobre o pai: The Man And His Wings: William A. Wellman and the Making of the First Best Picture.
William Wellman morreu em 1975 de leucemia. Ele foi cremado e suas cinzas foram lançadas no mar.

## Filmografia parcial
| - The Twins of Suffering Creek (1920) (não creditado) - The Boob (1926) - Wings (1927) - Ladies of the Mob (1928) - Beggars of Life (1928) - Chinatown Nights (1929) - The Public Enemy (1931) - Night Nurse (1931) - The Star Witness (1931) - The Hatchet Man (1932) - So Big! (1932) - The Purchase Price (1932) - Love Is a Racket (1932) - Central Airport (1933) - Lilly Turner) (1933) - Heroes for Sale (1933) - Wild Boys of the Road (1933) - College Coach (1933) - Viva Villa! (1934) (não creditado) - The President Vanishes (1934) - Stingaree (1934) - Call of the Wild (1935) - The Robin Hood of El Dorado (1936) - Small Town Girl (1936) - Tarzan Escapes (1936) (não creditado) - A Star Is Born (1937) | - Nothing Sacred (1937) - Conquistadores do Ar (1938) - Beau Geste (1939) - The Light That Failed (1939) - Thunder Birds (1942) - Roxie Hart (1942) - The Great Man's Lady (1942) - Lady of Burlesque (1943) - The Ox-Bow Incident (1943) - Buffalo Bill (1944) - This Man's Navy (1945) - The Story of G.I. Joe (1945) - Magic Town (1947) - The Iron Curtain (1948) - Yellow Sky (1948) - Battleground (1949) - The Happy Years (1950) - Across the Wide Missouri (1951) - Westward the Women (1951) - Island in the Sky (1953) - The High and the Mighty (1954) - Track of the Cat (1954) - Blood Alley (1955) - Good-bye, My Lady (1956) - Darby's Rangers (1958) - Lafayette Escadrille (1958) |